# 匂宮
- 源氏物語 > 源氏物語各帖のあらすじ > 匂宮三帖 > 匂宮
- 源氏物語 > 源氏物語の登場人物 > 匂宮

| 源氏物語五十四帖 |        |    |        |
| 各帖のあらすじ   |        |    |        |
| 帖               | 名     | 帖 | 名     |
| 1                | 桐壺   | 28 | 野分   |
| 2                | 帚木   | 29 | 行幸   |
| 3                | 空蝉   | 30 | 藤袴   |
| 4                | 夕顔   | 31 | 真木柱 |
| 5                | 若紫   | 32 | 梅枝   |
| 6                | 末摘花 | 33 | 藤裏葉 |
| 7                | 紅葉賀 | 34 | 若菜   |
| 8                | 花宴   | 35 | 柏木   |
| 9                | 葵     | 36 | 横笛   |
| 10               | 賢木   | 37 | 鈴虫   |
| 11               | 花散里 | 38 | 夕霧   |
| 12               | 須磨   | 39 | 御法   |
| 13               | 明石   | 40 | 幻     |
| 14               | 澪標   | 41 | 雲隠   |
| 15               | 蓬生   | 42 | 匂宮   |
| 16               | 関屋   | 43 | 紅梅   |
| 17               | 絵合   | 44 | 竹河   |
| 18               | 松風   | 45 | 橋姫   |
| 19               | 薄雲   | 46 | 椎本   |
| 20               | 朝顔   | 47 | 総角   |
| 21               | 少女   | 48 | 早蕨   |
| 22               | 玉鬘   | 49 | 宿木   |
| 23               | 初音   | 50 | 東屋   |
| 24               | 胡蝶   | 51 | 浮舟   |
| 25               | 蛍     | 52 | 蜻蛉   |
| 26               | 常夏   | 53 | 手習   |
| 27               | 篝火   | 54 | 夢浮橋 |

匂宮（におうみや、におうのみや）は、
1. 『源氏物語』五十四帖の巻名のひとつ。第42帖。匂宮、紅梅、竹河の三帖から構成される匂宮三帖の第1帖となる。光源氏亡き後の子孫とその縁者の後日談を書く。巻名は本文の「世人は匂ふ兵部卿、薫る中将と聞きにくく言ひつづけて…」に因む。本来の題は「匂兵部卿（におうひょうぶきょう）」で、「匂宮」は略称。
2. 『源氏物語』に登場する架空の人物で今上帝と明石の中宮の第三皇子の通称。「匂兵部卿宮（におうひょうぶきょうのみや）」とも。第三部「宇治十帖」の中心人物の一人。

## 巻名について
本巻は、現在では一般的には「匂宮」の巻名で呼ばれている。しかしながら『源氏釈』、『奥入』、『紫明抄』、『河海抄』、『弘安源氏論議』といった平安時代末期から室町時代初期までの注釈書、さらには『白造紙』の源氏物語巻名目録や『源氏物語古系図』（為氏本、正嘉本）といった文献ではすべて「匂兵部卿」と呼ばれており、この「匂兵部卿」が本巻のもともとの巻名だったと考えられる。「匂宮」という巻名は、鎌倉時代初期に成立したと見られる源氏供養のための漢文体の願文（表白文）である『源氏物語願文』がおそらく初出であるが、広く使われるようになるのは『仙源抄』（「匂宮」に「水原に匂兵部卿とあり、紫明抄に匂兵部卿一名薫中将とあり」との解説を加えている。）、『弄花抄』、『細流抄』、『孟津抄』といった室町時代以降の注釈書であり、それが江戸時代の『源氏物語』の版本によって一般化したと考えられる。なお、『奥入』や『弘安源氏論議』では上記の通り本巻の巻名を「匂兵部卿」としながらも、「別の呼び名」として「薫中将」なる巻名を挙げており、『源氏物語表白』では「薫大将」という巻名を記している。清水婦久子は、本巻の巻名が「匂兵部卿」から「匂宮」に変わったのは、巻名を和歌の中に取り込んだ『源氏物語巻名歌』を詠むにあたって「匂兵部卿」よりも「匂宮」の方が詠み込み易かったからではないかとしている。

## 帖のあらすじ
「幻」から八年後、薫14歳から20歳までの話。
光源氏亡き後、その面影を継ぐ人はいなかった。長男・夕霧は面影こそ源氏に似てはいるが、若い頃から変わらず真面目で律儀な性格である事から、「やはり 殿（源氏）とは違う」と女房も語るほど。先の帝・冷泉院こそ「亡き殿に瓜二つ」との声もあるが、先の帝であることから口にすることも恐れ多いと憚られていた。ただわずかに今上帝が明石の中宮との間にもうけた第三皇子（匂宮）と女三宮腹の若君（薫、実は柏木の子）が当代きっての貴公子との評判が高い。
源氏が他界してからというものの、六条院は火が消えたような寂しさとなっていた。夕霧は父が愛したこの屋敷が荒れて行くのを憂えたことから、落葉の宮を一条の屋敷から移り住まわせる事に。その甲斐あってか、明石の中宮の娘・女一宮が亡き紫の上を偲び、春の町で暮らすようになり、時々ではあるが、二宮が寝殿を使うようになったことから、六条院は再び賑わいを見せるようになった。
匂宮は元服して兵部卿となり、紫の上の二条院を里邸としている。夕霧は匂宮を婿にと望みもするが、自由な恋愛を好む当人にはその気がない。その夕霧は、落葉の宮を六条院の冬の町に迎え、三条殿に住まう雲居の雁のもとと一日交代に月に十五日ずつ律儀に通っている。夕霧は娘の中で一番美人と誉れ高い藤典侍腹の六の君を、落葉の宮に預けて教養の豊かな女性に育てようとしている。
六条院は、今は明石の中宮の子たちの大半が住んでいる。夏の町に住んでいた花散里は二条院の東の院へ、女三宮は三条宮へそれぞれ移っている。
一方薫は、冷泉院と秋好中宮に殊更に可愛がられ育てられ、元服後は官位の昇進もめざましい。しかし、漠然ながら自分の出生に疑念を感じていた薫は、人生を味気なく思い、悶々と出家の志を抱え過ごしていた。
不思議なことに、薫の体には生まれつき仏の身にあるといわれる芳香が備わっていた。匂宮は対抗心から薫物（たきもの）に心を砕き、このため二人は世間から「匂ふ兵部卿、薫る中将」と呼ばれる。世間の評判はこの二人に集中し、娘の婿にと望む権門は多いが、匂宮は冷泉院の女一宮に好意を寄せており、厭世観を強めている薫は思いの残る女性関係は持つまいとしている。
薫20歳の正月、夕霧は六条院で賭弓（のりゆみ）の還饗（かえりあるじ）を催した。匂宮はもちろん、薫も出席し、華やかな宴となる。

## 人物の匂宮
今上帝の三の宮（第三皇子）で、母は光源氏の娘の明石の中宮。源氏の外孫にあたる。五十四帖中「若菜」から「蜻蛉」まで登場。
幼い頃、姉の女一宮と共に紫の上に育てられる（「若菜」）。彼は特に実子同然に可愛がられ、紫の上の死後は彼女が所有していた二条院を自分の住まいとしている。六条院で一緒に育った弟分の薫に常に対抗心を燃やしており、薫の身体の芳香に対抗して着衣に薫物を焚き染めていることから、「匂宮」と呼ばれている（「匂宮」）。
今上帝の子の中で一番の美貌で、方々から婿にとの誘いがかかったが、政略結婚よりも自由勝手な恋愛を好む匂宮は、なかなか正妻を持たなかった。ある時、薫から宇治八の宮の姫君たちの噂を聞いた匂宮は、薫の手引きで中君と結婚、彼女を二条院へ迎えとる（「総角」「早蕨」）。しかし後に夕霧の娘六の君を北の方に迎えると、彼女に興味を移して中君をないがしろにしてしまう（「宿木」）。また、中君の異母妹浮舟が薫の恋人と知りながら、薫になりすまして契りを結び、彼女が苦悩の末入水を図る原因となった（「浮舟」）。